# Reidsville (Georgia)
Reidsville es una ciudad ubicada en el condado de Tattnall en el estado estadounidense de Georgia. En el año 2000 tenía una población de 9.602 habitantes.

## Geografía
Reidsville se encuentra ubicada en las coordenadas 32°5′2″N 82°7′15″O / 32.08389, -82.12083 (32.083970, -82.120697).
Según la Oficina del Censo, la localidad tiene un área total de 20 km² (7,7 mi²), de la cual 19,9 km² (7,7 mi²) es tierra y 0,1 km² (0 mi²) (0.50%) es agua.

## Demografía
Según la Oficina del Censo en 2000 los ingresos medios por hogar en la localidad eran de $25,901, y los ingresos medios por familia eran $33,563. Los hombres tenían unos ingresos medios de $31,905 frente a los $20,184 para las mujeres. La renta per cápita para la localidad era de $14,625. 